# Tobias Grønstad
Tobias Grønstad (* 6. Juli 2002 in Oslo) ist ein norwegischer Mittelstreckenläufer, der sich auf den 800-Meter-Lauf spezialisiert hat.

## Sportliche Laufbahn
Erste internationale Erfahrungen sammelte Tobias Grønstad beim Europäischen Olympischen Jugendfestival (EYOF) 2019 in Baku, bei dem er in 1:55,73 min den fünften Platz über 800 Meter belegte. 2021 schied er bei den Halleneuropameisterschaften in Toruń mit 1:52,44 min im Vorlauf aus und auch bei den Freilufteuropameisterschaften im Jahr darauf in München schied er mit 1:48,28 min in der ersten Runde aus. 2023 kam er bei den U23-Europameisterschaften in Espoo im Vorlauf nicht ins Ziel und im Jahr darauf schied er bei den Europameisterschaften in Rom mit 1:46,39 min erneut in der Vorrunde aus. Anschließend erreichte er bei den Olympischen Sommerspielen in Paris das Halbfinale und schied dort mit 1:46,37 min aus. 2025 kam er bei den Halleneuropameisterschaften in Apeldoorn mit 1:48,90 min nicht über den Vorlauf hinaus.
In den Jahren 2021, 2022 und 2024 wurde Grønstad norwegischer Meister im 800-Meter-Lauf sowie 2022 auch in der Sprintstaffel (1000 Meter).

## Persönliche Bestleistungen
- 600 Meter: 1:14,56 min, 14. Mai 2024 in Pliezhausen (nationale Bestleistung)
  - 600 Meter (Halle): 1:17,34 min, 20. Januar 2023 in Bærum
- 800 Meter: 1:44,57 min, 8. August 2024 in Paris
  - 800 Meter (Halle): 1:47,38 min, 13. Februar 2023 in Bærum